# فريدريك أير جونيور
فريدريك أير جونيور (بالإنجليزية: Frederick Ayer Jr.)‏ هو محامي أمريكي، ولد في 28 ديسمبر 1915 في Topsfield, Massachusetts ‏ في الولايات المتحدة، وتوفي في 4 يناير 1974 في Tucker's Town, Bermuda ‏ في برمودا بسبب نوبة قلبية.